# Gianduiotto
El Gianduiotto (en piemontès, Giandojòt) és una xocolatina piemontesa amb una forma similar a la d'un vaixell cap per avall, elaborada a partir d'una pasta de sucre, cacau i avellana. És una especialitat torinesa, i pren el seu nom de Gianduja, un personatge del Carnestoltes i els titelles que representen el piemontès arquetípic.

## Història de la gianduja
La gianduja va néixer al Piemont el 1806. La seva creació s'atribueix als pastissers torinesos, que davant l'escassetat de cacau que es patia al Regne de Sardenya-Piemont, a causa del bloqueig econòmic ordenat per Napoleó contra els productes de manufactura britànica, en vigor fins al 1813, van combatre aquestes restriccions substituint part del cacau utilitzat en les seves xocolates, per pasta d'avellana de Langhe per, més barata i abundant a la zona.
Els xocolaters Michele Prochet i Paul Caffarel, propietaris de la xocolateria Caffarel, van perfeccionar la recepta el 1852 torrant les avellanes i molent-les.